# Grumman S-2 Tracker
Грумман S-2 «Тракер» (англ. Grumman S-2 Tracker, до 1962 — S2F) — американский палубный противолодочный самолёт.
S-2 стал первым самолётом ВМФ США, который был оснащён одновременно средствами обнаружения и средствами уничтожения подводных лодок. У предшественников S-2 функции обнаружения и атаки были разделены, противолодочная система AF Guardian состояла из двух однотипных самолётов, один из которых нёс радар, а второй — противолодочные торпеды.

## История
Разработка первой модели (G-89) начата фирмой Grumman 30 июня 1950 года, когда был получен заказ на два прототипа XS2F-1 и 15 предсерийных самолётов S2F-1. Прототип впервые поднялся в воздух 4 декабря 1952 года, а первая боевая эскадрилья (VS-26) была сформирована в феврале 1954 года.
В дальнейшем на базе S2F были созданы самолёт ДРЛО WF (E-1 Tracer) и транспортный самолёт TF (C-1 Trader).
Всего было произведено 1185 машин. Кроме того, 99 самолётов было построено по лицензии в Канаде фирмой «Де Хевиленд Канада». Списанные самолёты американской постройки продавались другим странам (Аргентина, Бразилия, Ливан, Южная Корея, Тайвань, Таиланд, Турция, Уругвай, Венесуэла).
В середине 1970-х годов на замену «Трекеру» пришёл новый палубный противолодочный самолёт S-3 «Викинг». Последняя эскадрилья S-2 (VS-37, оснащённая моделью S-2G) была расформирована в 1976 году. После этого несколько «Трекеров» использовали в качестве самолётов для пожаротушения, остальные проданы другим странам.

## Задействованные структуры
В разработке и производстве самолётов S-2 были задействованы следующие структуры:

| Генеральный подрядчик работ - Самолёт в целом — Grumman Aircraft Engineering Corp., Бетпейдж, Лонг-Айленд, Нью-Йорк. Субподрядчики - Крыльевые панели — Twin Industries Corp., Буффало, Нью-Йорк; - Киль, стабилизаторы — Mercury Aircraft Inc., Хаммондспорт, Нью-Йорк; - Фюзеляж — Enamel & Heating Products, Ltd., Aircraft Division, Амхерст, Нова-Скотия; - Обтекатели — Olin Dixon, Inc., Коффивилл, Канзас; - Система уборки-выпуска шасси — Bendix Corp., Саут-Бенд, Индиана; - Кресла членов экипажа — Aircraft Mechanics, Inc., Колорадо-Спрингс, Колорадо. | Поставщики бортового оборудования по госзаказам (GFE) - Авиадвигатели — Wright Aeronautical Corp., Вуд-Ридж, Нью-Джерси; - Лопастные винты — United Aircraft Corp., Hamilton Standard Division, Виндзор-Локс, Коннектикут; - Автопилот — Minneapolis-Honeywell Regulator Co., Манчестер, Нью-Гэмпшир; - Азимутально-дальномерная радиосистема ближней навигации — ITT Federal Laboratories, Натли, Нью-Джерси; - Радиолокационный навигационный комплекс — General Precision, Inc., GPL Division, Плезантвиль, Нью-Йорк; - Бортовой компьютер — Huyck Systems, Inc., Хантингтон, Лонг-Айленд, Нью-Йорк; - Индикатор пассивного гидроакустический локатора — Texas Instruments Corp., Даллас, Техас; |

## Конструкция
Самолёт представляет собой цельнометаллический двухдвигательный высокоплан с классическим хвостовым оперением. Экипаж — 4 человека: два пилота, оператор РЛС, оператор гидроакустических буёв (РГБ) и магнитометра.
Фюзеляж дюралюминиевый по схеме полумонококка. Кабина в носовой части, доступ через дверь в левом борту. В средней части фюзеляжа находится бомбовый отсек длиной 4 м, за которым в выдвижном обтекателе находится вращающаяся антенна радара. В хвостовой части самолёта расположен крюк аэрофинишёра и выдвижная штанга для магнитометра.
Крыло состоит из центроплана и двух складывающихся консолей. Механизм складывания крыла гидравлический. Топливные баки расположены в объёме центроплана. На правом крыле расположен прожектор и вытянутая вперёд штанга газоанализатора. Крыло и стабилизатор оборудованы системой противообледенения.
Шасси трёхстоечное. Основные стойки одноколёсные, убираются в мотогондолу. Передняя стойка двухколёсная.

## Оборудование

S2F: вооружение и оборудование

Главным средством поиска был радар APS-38, который обнаруживает воздухозаборник подводной лодки на расстоянии 10-20 миль. Начиная с модели S-2D оснащается радаром APS-88A.
Дополнительное средство обнаружения — индукционный магнитометр ASQ-10, который для уменьшения влияния собственного магнитного поля размещался на выдвижной штанге длиной 4,8 м. Магнитометр позволял обнаруживать подводную лодку на расстоянии до 300 м.
Для поиска подводных целей применялись одноразовые радиогидроакустические буи (РГБ) с гидрофонами ненаправленного действия. Прослушивание шумов осуществлялось по радиоканалу с расстояния до 135 км.
Начиная с модели S-2B, использовались два типа РГБ: Jezebel для ненаправленного поиска на больших дистанциях (применяется узкополосная фильтрация сигналов) и Julie для определения координат лодки по запаздыванию эха при взрыве практического глубинного заряда.
Дистанционно управляемый прожектор с силой света 130 МКд расположен на передней кромке правого крыла может автоматически направлять луч по сигналу радара.
Начиная с модели S-2D (1957 год) на самолёт устанавливается газоанализатор ASR-2 Sniffer (крепится к штанге на правом крыле) для поиска подводных лодок по отработанным газам двигателя. Дальность обнаружения — до 500 м. Принцип действия прибора — определение концентрации угарного газа в воздухе.

## Модификации
| Модель                      | с 1962 г.          | Особенности модели |
| --------------------------- | ------------------ | --- |
| XS2F-1                      |                    | Самолёты-прототипы с двигателями R1820-76WA (1450 л. с.). Построено 2 единицы |
| YS2F-1                      | YS-2A              | Первые предсерийные самолёты. Построено 15 единиц |
| S2F-1                       | S-2A               | Первая промышленная модель с двигателями R-1820-82WA (1525 л. с.). Построено 755 единиц |
| S2F-1T                      | TS-2A              | Учебно-тренировочный самолёт. Выпускался в двух вариантах: для тренировки пилотов и для тренировки операторов противолодочного оружия. Вариант ПЛО был вооружён практическими глубинными зарядами (30 штук), практическими ракетами и глубинными бомбами. Построено 207 единиц |
| S2F-1U                      | US-2A              | Вспомогательный самолёт (лёгкий транспорт, буксировщик мишеней) без вооружения. Конвертирована 51 единица S-2A |
| S2F-1S                      | S-2B               | Модернизация S-2A. Новые гидроакустические буи Julie/Jezebel и аппаратура для обработки информации от них. Модернизация прекращена с появлением серийной модели S-2F. |
| -                           | US-2B              | Вспомогательный самолёт, буксировщик мишеней. Вариант, идентичный US-2A, с возможностью транспортировки груза в бомбовом отсеке и 5 пассажиров. Конвертировано 75 единиц S-2A. |
| S2F-1S1                     | S-2F               | S2F-1S с модернизированной системой обработки информации от гидроакустический буёв Julie/Jezebel |
| US-2F                       | US-2F              | Транспортный самолёт, конверсия S-2F |
| S2F-2                       | S-2С               | Расширен бомбовый отсек под ядерную глубинную бомбу, увеличено хвостовое оперение. В серии с 12 июля 1954 г. Построено 60 самолётов. После появления модификации S-2D переоборудованы в транспортные самолёты US-2C. |
| S2F-2P                      | RS-2С              | Самолёт фоторазведки. Демонтировано противолодочное оружие, установлены 6 фотокамер. Конвертирован 1 самолёт S-2C |
| S2F-2U                      | US-2C              | Вспомогательный транспортный самолёт, буксировщик мишеней. Конвертированная модель S-2C. |
| S2F-3                       | S-2D               | В разработке с декабря 1957 года, испытания — с мая 1959 года, на вооружении — с ноября 1960 года. Увеличенная передняя часть фюзеляжа и хвостовое оперение, дополнительная ёмкость баков, расширенные гондолы двигателей для размещения гидроакустических буёв. Длина увеличена на 457 мм, ширина фюзеляжа — на 82 мм. Улучшена комфортность, увеличен запас топлива. Установлены новые двигатели R1820-82A, новая поисковая РЛС APS-88A, система РЭБ ALD-2B и доплеровская навигационная система APN-122. Удалён обтекатель системы РЭБ над кабиной, антенны новой системы РЭБ установлены на концах крыльев. Усилены пилоны для подвески оружия, увеличено количество сбрасываемых буёв. Построено 100 самолётов |
| ES-2D                       | ES-2D              | Самолёты, построенные для охраны тихоокеанских полигонов ВМФ США. Предназначались для расчистки территории от посторонних судов во время ракетных пусков. Использовался также как самолёт РЭБ. Конвертировано 7 единиц S-2D. |
| US-2D                       | US-2D              | Вспомогательный самолёт. Убрано противолодочное оружие кроме радара и прожектора. Конвертировано 54 единицы S-2D. |
| S2F-3S                      | S-2E               | Последний серийный вариант самолёта. Выпускался до июня 1968 года. Модернизирована система обработки информации от гидроакустический буёв Julie/Jezebel. Установлены тактическая навигационная система ASN-30 и РЛС APS-88A DITACS. Улучшенный магнитный детектор с дальностью 500 м. Построено 252 единицы, в том числе 14 единиц для Австралии. |
| S-2G                        | S-2G               | Конверсия S-2E с модернизированной электроникой, 1973 г. Установлена система AQA-7 DIFAR и ПКР AGM-12B Bullpup. Модернизировано 37 единиц. |
| CS2F-1                      | CP-121 (с 1968 г.) | Производство De Havilland Canada, 1956 год. По сравнению с S-2A антенна РЭБ в обтекателе над кабиной перемещена в концы крыльев. Построено 44 единицы |
| CS2F-2                      | CP-121 (с 1968 г.) | Вторая серия самолётов производства De Havilland Canada. По сравнению с CS2F-1 улучшена чувствительность радара и магнитного детектора. Построено 55 единиц |
| CS2F-3                      | CP-121 (с 1968 г.) | Конверсия 43 самолётов CS2F-2 в середине 1960-х годов. Новый навигационный компьютер, доплеровский радар, более чувствительные буи системы Jezebel/Julie. |
| Military S-2T Turbo Tracker |                    | 1986 год. Разработка на основе S-2G с заменой электроники, турбовинтовыми двигателями TPE331-15AW фирмы Garrett и 4-лопастными винтами. По заказу Тайваня поставлены 2 машины и 30 комплектов для сборки на месте (всего 260 млн долл.). |
| S-2ET                       |                    | 1986 год. Модификация с турбовинтовыми двигателями TPE331 (военный вариант). |
| S-2AT                       |                    | 1986 год. Гражданский пожарный самолёт. Модификация с турбовинтовыми двигателями TPE331 |
| Conair Firecat              |                    | S-2A, переоборудованный в Канаде в пожарный самолёт. Пневматики большого размера для посадки на грунт и бак ёмкостью 3300 литров огнегасящей жидкости. С 1987 года. |
| Conair Turbo Firecat        |                    | S-2A, переоборудованный в Канаде в пожарный самолёт. Турбовинтовые двигатели PT6A-67AF фирмы Pratt and Whitney, пневматики большого размера для посадки на грунт и бак ёмкостью 3450 литров огнегасящей жидкости. С 1987 года в Firecat и Turbo Firecat переоборудовано 36 самолётов. |

## Тактико-технические характеристики
Источник данных: Канадский музей авиации.

Технические характеристики
- Экипаж: 4 человека (2 пилота, 2 оператора)
- Длина: 13,26 м
- Размах крыла: 22,12 м
- Ширина со сложенным крылом: 8,33 м
- Размах хвостового опререния: 8,06 м
- Высота: 5,33 м
- Площадь крыла: 45,06 м²
- Колея шасси: 5,64 м
- Пневматики:
  - основные стойки: 2 × 825x216 мм
  - передняя стойка: 2 × 439x86 мм
- Масса пустого: 8 308 кг
- Максимальная взлётная масса: 11 860 кг
- Максимальная посадочная масса: 10 630 кг
- Силовая установка: 2 × 9-цилиндровых радиальных воздушного охлаждения Wright R-1820 82 WA
- Мощность двигателей: 2 × 1 525 л.с.
- Масса двигателя: 617 кг
- Воздушный винт: трёхлопастной металлический

Лётные характеристики
- Максимальная скорость: 450 км/ч
- Крейсерская скорость: 240 км/ч
- Практическая дальность: 2 170 км
- Продолжительность полёта: 9 часов
- Практический потолок: 6 700 м
- Длина разбега: 340 м (минимальная)

Вооружение
- Боевая нагрузка: 1400 кг
  - в бомбовом отсеке:
    - 2 × торпеды Mark 34 (торпеда) или Mk 41 или Mark 43 (торпеда) или
    - глубинные бомбы Mk 54 или
    - 1 × ядерная глубинная бомба Mk 57 или Mk 101 или
    - дополнительный топливный бак

  - на внешней подвеске:
    - 6 × торпед под крылом или
- Управляемые ракеты: AGM-12B Bullpup (начиная с S-2E)